# Marcenat (Cantal)
 Marcenat  es una población y comuna francesa, situada en la región de Auvernia, departamento de Cantal, en el distrito de Saint-Flour y cantón de Condat.

## Demografía
| 1302 | 1218 | 1100 | 928 | 823 | 627 |
| Para los censos de 1962 a 1999 la población legal corresponde a la población sin duplicidades (Fuente: INSEE [Consultar]) |      |      |     |     |     |